# Attijari Bank
Attijari Bank (arabe : التجاري بنك) est une banque tunisienne fondée en 1968. Elle est filiale du groupe financier marocain Attijariwafa Bank.

## Histoire

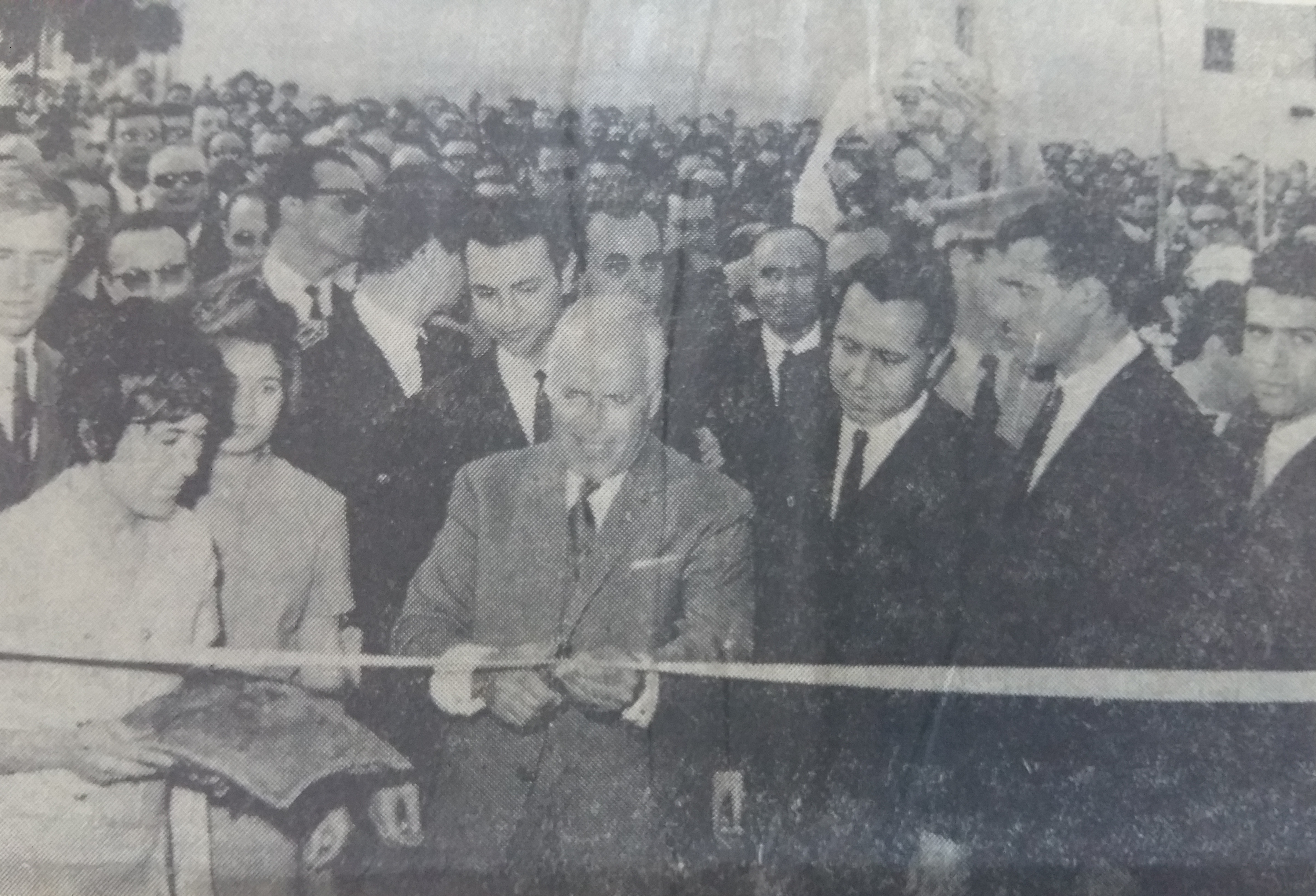
Habib Bourguiba, président de la République, inaugurant la Banque du Sud par un couper de ruban.

Fondée par Sadok Ben Jemâa sous l'appellation de Banque du Sud (بنك الجنوب), le 8 juillet 1968, la banque entame son processus de privatisation à partir de 1997. En novembre 2005, 53,54 % du capital de la banque est acquis par AndaluMaghreb, consortium de droit espagnol formé par le groupe marocain Attijariwafa Bank et le groupe Santander, première capitalisation boursière de la zone euro.
AndaluMaghreb, en concurrence avec le groupe BNP Paribas, acquiert la totalité des parts (33,54 %) détenues par l'État tunisien dans le capital de la Banque du Sud et les 16 % achetés quelques mois auparavant par Mohamed Sakhr El Materi auprès du groupe italien Monte dei Paschi di Siena.
El Materi avait effectué alors l'une des premières opérations d'achat à effet de levier en Tunisie en recourant à un financement auprès de l'Arab Tunisian Bank, filiale de l'Arab Bank en Tunisie, pour l'acquisition des parts détenues par Monte dei Paschi di Siena. L'ensemble des parts ont été achetées, en bourse, par le consortium pour un prix unitaire de 9,010 dinars tunisiens par action ; BNP Paribas avait alors proposé moins de deux dinars par action. Il est à préciser qu'à cette époque l'action Attijari Bank cotait en bourse entre 6 et 7,5 dinars.
Le 9 décembre 2006, le processus s'achève par son changement de dénomination et d'identité visuelle. La valeur de la cession s'élève à 61,05 millions de dinars.
Le 5 novembre 2008, AndaluMaghreb transfert sa participation dans le capital de la banque au profit d'AndaluCarthage, une société de droit marocain, même si ceci ne change rien à la répartition entre les deux sociétés mères.
En 2011, Hicham Seffa succède à Mohamed Haithami comme directeur général, ce dernier ayant dirigé la banque en 2005 avant de laisser son poste à Hassan Bartal.
Le 29 décembre 2014, la banque ouvre sa 200e agence et devient la plus grande banque de Tunisie. Dans le même temps, elle reçoit le prix de la meilleure banque de Tunisie par The Banker, filiale du groupe Financial Times.
Le 29 mai 2014, la banque inaugure un nouveau siège social au nord de Tunis.
Le 18 janvier 2017, les salariés de la banque entament un sit-in pour dénoncer un mauvais traitement de la part de la direction, majoritairement composée de Marocains, et un favoritisme ayant pénalisé les salariés tunisiens de la banque. Des discussions avec le syndicat échouent et une grève sur tout le réseau d'agences est décidée pour le 20 janvier.

## Activités
À la fin 2016, Attijari Bank dispose d'un réseau de 203 agences, possédant ce que la banque présente comme le premier réseau bancaire tunisien.
Afin de prouver son implication dans le développement de l'Afrique et dans l'accompagnement des PME tunisiennes par le conseil et le financement, elle organise le 7 mars 2017 la conférence : « Développement en Afrique : opportunités business et défis ». De plus, dans la promotion de son activité et son implication dans la vie des PME et professionnels, la direction de la banque annonce, fin mars 2017, leur avoir alloué près de 100 millions de dinars pour l'année 2017.
En mars 2018, la banque lance son premier Quick Start by Attijari Bank, un événement consacré aux start-ups.

## Filiales
- Attijari Assurance (lancée en 2012) ;
- Attijari Finances Tunisie ;
- Attijari Gestion ;
- Attijari Immobilière ;
- Attijari Intermédiation ;
- Attijari Leasing ;
- Attijari Recouvrement ;
- Attijari SICAR[1].

## Conseil d'administration
Voici la composition du conseil d'administration de la banque en 2019 :
- Moncef Chaffar : président du conseil d'administration
- Mohamed el-Kettani : représentant d'AndaluCarthage
- Boubker Jaï : représentant d'AndaluCarthage
- Zohra Driss : représentante du groupe Driss
- Mzoughi Mzabi : représentant du groupe Mzabi
- José Reig Echeveste : représentant d'AndaluCarthage
- Ali Kadiri : membre indépendant
- Mohamed Hajjouji : membre indépendant
- Talal El Bellaj : représentant d'AndaluCarthage
- Jamal Ahizoune : représentant d'AndaluCarthage
- Ahmed Ismail Douiri : représentant d'AndaluCarthage
- Boubaker Mehri : représentant des actionnaires minoritaires